# 阿梅爾斯 (蒙大拿州)
阿梅爾斯（英語：Armells）是位於美國蒙大拿州弗格斯縣的鬼鎮。

## 歷史
阿梅爾斯的郵局於1890年設立，其後於1937年停運。

## 地理
阿梅爾斯所處的海拔為高於海平面1155米（即3790英呎），而該地所採用的時區為UTC-7，即北美山地時區（MST）。同時該地設有夏令時間，為UTC-7調快一小時，即UTC-6（MDT）。